# جمعية اللاهوت الإنجيلية

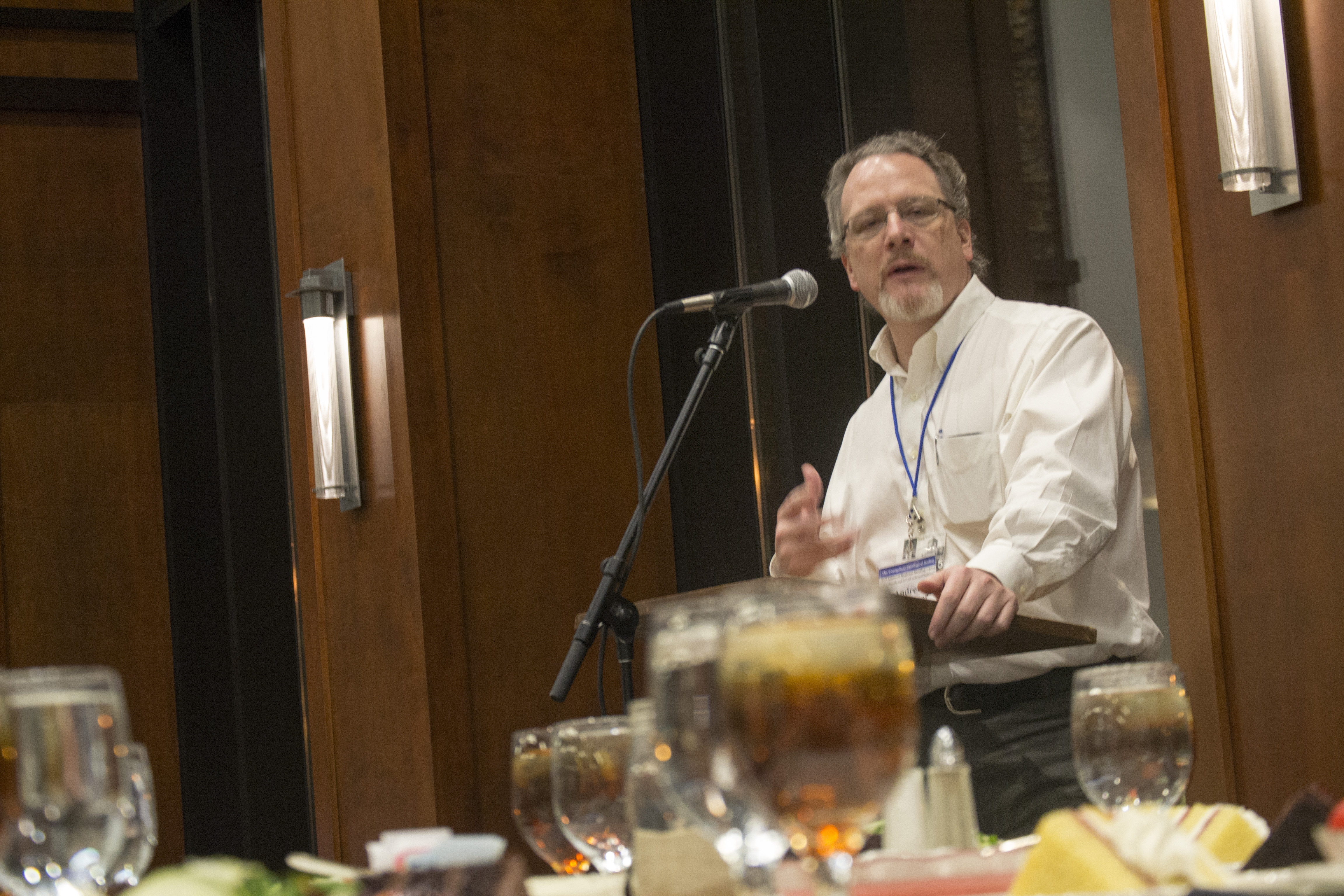
أندرو جيه في الإجتماع الإقليمي لجمعية اللاهوت الإنجيلية عام 2015.

جمعية اللاهوت الإنجيلية (بالإنجليزية: Evangelical Theological Society)‏ هي جمعية متخصصة من علماء الكتاب المقدس، والمربين، والقساوسة، والطلاب «المتخصصين في درساة عصمة وإلهام الكتاب المقدس» و «لتبادل التعبير الشفوي والكتابي لفكر اللاهوت والبحث». The society was established in 1949 in response to a "keenly perceived need for interaction and wider dissemination of conservative research on biblical and theological issues."
تأسست الجمعية عام 1949 ردًا على «الحاجة المتصورة للتفاعل ونشرها على نطاق أوسع من الأبحاث المحافظة للقضايا الكتابية واللاهوتية». وقد عقد الاجتماع الافتتاحي في سينسيناتي ونُظّم من قبل لجنة برئاسة إدوارد آر دالغليش من مدرسة غوردون لللاهوت. تمثل الجمعية ما يقرب من عشرين مؤسسة وطائفة مختلفة، انتخب كلارنس بوما من مدرسة كالفن كأول رئيس لها.